# Капитан Саблезъб и съкровището на Лама Рама
„Капитан Саблезъб и съкровището на Лама Рама“ (на норвежки: Kaptein Sabeltann og skatten i Lama Rama) е норвежки екшън приключенски комедийно-драматичен филм от 2014 година на режисьорите Йон Андреас Андерсен и Лиза Мари Гамлем, по сценарий на Ларс Гуместад и Тери Формо.
Във филма участват Каре Хаген Сиднес, Од Магнус Уилямсан, Пия Тйелта, Андерс Баасмо Кристиансен, Джон Ойгарден, Фридтьов Сохейм, Тува Новоти, Винджар Петерсен, Софи Бйерке, Робърт Скайрстад и други.
В България филмът е пуснат по кината на 20 ноември 2015 г. от PRO Films. През 2017 г. се излъчва многократно по bTV Comedy и bTV Action, а после през 2020 г. – многократно по SuperToons.
Дублажът е нахсинхронен. В него участват Христо Бонин, Явор Караиванов и Росен Русев.